# Cấp bậc quân sự Lực lượng Phòng vệ Nhật Bản
Sau khi kết thúc Thế chiến thứ hai, các lực lượng quân sự của Đế quốc Nhật Bản, bao gồm Lục quân và Hải quân, bị chính quyền chiếm đóng quân sự Hoa Kỳ xóa bỏ trong thời gian chiếm đóng. Sau năm 1952, một lực lượng quân sự của quốc gia Nhật Bản mới được thành lập, thoát ly khỏi hình ảnh Quân đội Đế quốc Nhật Bản trước kia, có tên gọi Lực lượng Phòng vệ Nhật Bản nhằm nhấn mạnh tính chất phòng thủ quốc gia. Không giống như Quân đội Đế quốc Nhật Bản trước kia, vốn tổ chức thành 2 bộ riêng biệt Lục quân và Hải quân, do các bộ trưởng đứng đầu; Lực lượng Phòng vệ Nhật Bản tổ chức theo 3 quân chủng trên bộ, trên biển và trên không riêng biệt, đặt dưới quyền quản trị của Bộ quốc phòng (trước năm 2007 gọi là Cục Phòng vệ), do Tham mưu trưởng liên quân (統合幕僚長, Tōgō Bakuryō-chō, Thống hợp Mạc liêu trưởng) làm phụ tá. Mỗi nhánh do một Tham mưu trưởng (幕僚長, Bakuryō-chō, Mạc liêu trưởng) đứng đầu. Một hệ thống cấp bậc mới được hình thành với danh xưng ít nhiều khác biệt với hệ thống quân hàm cũ của Quân đội Đế quốc Nhật Bản, chỉ dụng chung và tương đương nhau trong 3 quân chủng, chỉ khác nhau về tiền tố định dạng như riku (trên bộ), kai (trên biển) và kuu (trên không).
Biểu tượng sĩ quan trên cấp hiệu của Lực lượng phòng vệ là hoa anh đào biểu trưng cho lời thề của người lính Nhật Bản, thề hy sinh tính mạng để bảo vệ cuộc sống và tài sản của người dân, giống hoa anh đào mỏng manh dễ vỡ.

## Lực lượng Phòng vệ Mặt đất

### Sĩ quan
| Cấp bậc  | Cấp tướng | Cấp tướng   | Cấp tướng   | Cấp tá | Cấp tá   | Cấp tá   | Cấp úy | Cấp úy   | Cấp úy   | Cấp úy   |
| Cấp bậc  | Đại tướng | Trung tướng | Thiếu tướng | Đại tá | Trung tá | Thiếu tá | Đại úy | Trung úy | Thiếu úy | Chuẩn úy |
| -------- | --------- | ----------- | ----------- | ------ | -------- | -------- | ------ | -------- | -------- | -------- |
| Loại A   |           |             |             |        |          |          |        |          |          |          |
| Loại B   |           |             |             |        |          |          |        |          |          |          |
| Dã chiến |           |             |             |        |          |          |        |          |          |          |

### Hạ sĩ quan
| Cấp bậc  | Hạ sĩ quan | Hạ sĩ quan    | Hạ sĩ quan | Hạ sĩ quan | Binh sĩ     | Binh sĩ   | Binh sĩ  | Học viên Tự vệ đội               | Tân binh                        |
| Cấp bậc  | Thượng sĩ  | Trung sĩ nhất | Trung sĩ   | Hạ sĩ      | Binh trưởng | Binh nhất | Binh nhì | Học viên Tự vệ đội               | Tân binh                        |
| -------- | ---------- | ------------- | ---------- | ---------- | ----------- | --------- | -------- | -------------------------------- | ------------------------------- |
| Loại A   |            |               |            |            |             |           |          |                                  |                                 |
| Loại B   |            |               |            |            |             |           |          |                                  |                                 |
| Dã chiến |            |               |            |            |             |           |          | Không có                         |                                 |
| Ghi chú  |            |               |            |            |             |           |          | Sử dụng từ năm Bình Thành thứ 23 | Bãi bỏ từ năm Bình Thành thứ 22 |

## Lực lượng Phòng vệ Biển

### Sĩ quan
| Cấp bậc  | Cấp tướng | Cấp tướng  | Cấp tướng    | Cấp tá | Cấp tá   | Cấp tá   | Cấp úy | Cấp úy   | Cấp úy   | Cấp úy   |
| Cấp bậc  | Đô đốc    | Phó đô đốc | Chuẩn đô đốc | Đại tá | Trung tá | Thiếu tá | Đại úy | Trung úy | Thiếu úy | Chuẩn úy |
| -------- | --------- | ---------- | ------------ | ------ | -------- | -------- | ------ | -------- | -------- | -------- |
| Loại A   |           |            |              |        |          |          |        |          |          |          |
| Loại B   |           |            |              |        |          |          |        |          |          |          |
| Loại C   |           |            |              |        |          |          |        |          |          |          |
| Dã chiến |           |            |              |        |          |          |        |          |          |          |

### Hạ sĩ quan
| Cấp bậc  | Hạ sĩ quan | Hạ sĩ quan    | Hạ sĩ quan | Hạ sĩ quan | Binh sĩ     | Binh sĩ   | Binh sĩ  | Học viên Tự vệ đội            | Tân binh                     |
| Cấp bậc  | Thượng sĩ  | Trung sĩ nhất | Trung sĩ   | Hạ sĩ      | Binh trưởng | Binh nhất | Binh nhì | Học viên Tự vệ đội            | Tân binh                     |
| -------- | ---------- | ------------- | ---------- | ---------- | ----------- | --------- | -------- | ----------------------------- | ---------------------------- |
| Loại A   |            |               |            |            |             |           |          |                               |                              |
| Loại B   |            |               |            |            |             |           |          |                               |                              |
| Loại C   |            |               |            |            |             |           |          | Khuyết                        |                              |
| Dã chiến |            |               |            |            |             |           |          | Khuyết                        |                              |
| Ghi chú  |            |               |            |            |             |           |          | Sử dụng năm Bình Thành thứ 23 | Bãi bỏ năm Bình Thành thứ 22 |

## Lực lượng Phòng vệ Trên không

### Sĩ quan
| Phân khu | Cấp tướng | Cấp tướng | Cấp tướng | Cấp tá | Cấp tá | Cấp tá | Cấp úy | Cấp úy | Cấp úy | Cấp úy |
| -------- | --------- | --------- | --------- | ------ | ------ | ------ | ------ | ------ | ------ | ------ |
| Bậc nhất |           |           |           |        |        |        |        |        |        |        |
| Bậc hai  |           |           |           |        |        |        |        |        |        |        |
| Phù hiệu |           |           |           |        |        |        |        |        |        |        |

### Hạ sĩ quan
| Phân khu  | Sĩ        | Sĩ            | Sĩ       | Sĩ    | Binh        | Binh      | Binh     | Học viên Tự vệ đội            | Tân binh                     |
| Quân hàm  | Thượng sĩ | Trung sĩ nhất | Trung sĩ | Hạ sĩ | Binh trưởng | Binh nhất | Binh nhì | Học viên Tự vệ đội            | Tân binh                     |
| --------- | --------- | ------------- | -------- | ----- | ----------- | --------- | -------- | ----------------------------- | ---------------------------- |
| Bậc nhất  |           |               |          |       |             |           |          |                               |                              |
| Bậc hai   |           |               |          |       |             |           |          |                               |                              |
| Phù hiệu  |           |               |          |       |             |           |          | Khuyết                        |                              |
| Tham khảo |           |               |          |       |             |           |          | Sử dụng năm Bình Thành thứ 23 | Bãi bỏ năm Bình Thành thứ 22 |